# Zeulenroda-Triebes
Zeulenroda-Triebes – miasto w Niemczech, w kraju związkowym Turyngia, w powiecie Greiz.
Miasto pełni funkcję "gminy realizującej" (niem. "erfüllende Gemeinde") dla dwóch gmin wiejskich: Langenwolschendorf oraz Weißendorf.
1 grudnia 2011 do miasta przyłączono trzy gminy Merkendorf, Silberfeld i Zadelsdorf, które wchodziły w skład wspólnoty administracyjnej Auma-Weidatal. Gminy te stały się dzielnicami miasta.
31 grudnia 2012 do miasta przyłączono dzielnice rozwiązanej gminy Vogtländisches Oberland: Arnsgrün (bez Eubenberga), Bernsgrün i Pöllwitz. Reszta dzielnic zlikwidowanej gminy weszła w skład miasta Greiz.

## Współpraca
Miejscowości partnerskie:
- Giengen an der Brenz, Badenia-Wirtembergia
- Kostelec nad Orlicí, Czechy
- Neunkirchen am Sand, Bawaria (kontakty utrzymuje dzielnica Triebes)
- Sainte-Florine, Francja
- Wies, Austria